# Tinténiac
Tinténiac (bretonsko Tintenieg) je naselje in občina v severozahodnem francoskem departmaju Ille-et-Vilaine regije Bretanje. Leta 2009 je naselje imelo 3.304 prebivalce.

## Geografija
Naselje leži v pokrajini Bretaniji ob vodnem kanalu Ille-et-Rance južno od Saint-Maloja, 28 km severozahodno od Rennesa.

## Uprava
Tinténiac je sedež istoimenskega kantona, v katerega so poleg njegove vključene še občine La Baussaine, La Chapelle-aux-Filtzméens, Longaulnay, Plesder, Pleugueneuc, Saint-Domineuc, Saint-Thual, Trévérien in Trimer z 10.368 prebivalci.
Kanton Tinténiac je sestavni del okrožja Saint-Malo.

## Zanimivosti
- neoromanska cerkev sv. Trojice iz začetka 20. stoletja;

## Pobratena mesta
- Botesdale (Anglija, Združeno kraljestvo),
- Bersenbrück (Spodnja Saška, Nemčija),
- Redgrave (Anglija, Združeno kraljestvo),
- Rickinghall (Anglija, Združeno kraljestvo).